# Wadotes hybridus
Wadotes hybridus is een spinnensoort in de taxonomische indeling van de nachtkaardespinnen (Amaurobiidae).
Het dier behoort tot het geslacht Wadotes. De wetenschappelijke naam van de soort werd voor het eerst geldig gepubliceerd in 1890 door James Henry Emerton.